# George Murdock
George Murdock, eigentlich Jr. George R. Sawaya (* 25. Juni 1930 in Salina, Kansas; † 30. April 2012 in Burbank, Kalifornien), war ein US-amerikanischer Schauspieler.

## Leben
George Murdock besuchte die Salina High School, wo er 1948 seinen Abschluss machte. Er studierte nach seinem Wehrdienst bei der United States Navy an der Wesleyan University und machte 1957 seinen Abschluss. In seiner Heimatstadt arbeitete er eine Zeit lang als Busfahrer, bevor er nach Los Angeles zog, um sich als Schauspieler zu etablieren. Dort spielte er Theater und war später einer der Mitbegründer des Melrose Theatre. Ab Anfang der 1960er Jahre spielte Murdock in mehreren Fernsehserien mit, bevor er 1962 in einer kleinen Rolle in dem von Hubert Cornfield inszenierten Drama Die Sprache der Gewalt auf der Leinwand debütierte.
Neben den Schauspielern Dean Cain, Teri Hatcher, Patrick Cassidy, Michael McKean, Richard Gant und Rob LaBelle ist Murdock der einzige, der in den beiden Supermanserien Superman – Die Abenteuer von Lois & Clark und Smallville auftrat. Außerdem ist er einer von 24 Schauspielern, die sowohl bei Doctor Who als auch beim Star-Trek-Franchise auftraten. Bei Star Trek spielte er sowohl Gott im fünften Kinofilm Star Trek V: Am Rande des Universums als auch Admiral J. P. Hanson in zwei Folgen der Fernsehserie Raumschiff Enterprise: Das nächste Jahrhundert.
Am 30. April 2012 verstarb Murdock im Alter von 81 Jahren im Providence St. Joseph Medical Center an den Folgen seiner Krebserkrankung. Er hinterließ seine Frau und seine Stieftochter.

## Filmografie (Auswahl)

### Filme
- 1962: Die Sprache der Gewalt (Pressure Point)
- 1964: Die Revolverhand (He Rides Tall)
- 1968: Käpt’n Blackbeards Spuk-Kaschemme (Blackbeard’s Ghost)
- 1973: Straßen zur Hölle (The Mack)
- 1974: Erdbeben (Earthquake)
- 1974: Willie Dynamite (Celli)
- 1977: Wie Blitz und Donner (Thunder and Lightning)
- 1980: Mit Vollgas nach San Fernando (Any Which Way You Can)
- 1982: Talon im Kampf gegen das Imperium (The Sword and the Sorcerer)
- 1985: In der Hitze von New York (Certain Fury)
- 1987: Die Rückkehr des Unbegreiflichen (Retribution)
- 1989: Star Trek V: Am Rande des Universums (Star Trek V: The Final Frontier)
- 1989: Verschwörung in L.A. (Chameleons)
- 1991: Timescape
- 1992: Eiskalte Leidenschaft (Final Analysis)
- 1993: Fire Power – die Gladiatoren (Fire Force)
- 1995: Hallo, Mr. President (The American President)
- 1996: Apollo 11 – Die erste Mondlandung (Apollo 11)
- 1998: Abenteuer mit Ragtime (The Adventures of Ragtime)
- 1998: Akte X – Der Film (The X-Files)
- 1998: Scorpio One – Jenseits der Zukunft (Scorpio One)
- 2002: Nix wie raus aus Orange County (Orange County)

### Serien
- 1965–1970: Bonanza (drei Folgen)
- 1966–1974: FBI (The F.B.I., zwei Folgen)
- 1967–1974: Rauchende Colts (Gunsmoke, vier Folgen)
- 1968–1974: Der Chef (Ironside, sieben Folgen)
- 1969–1970: Ihr Auftritt, Al Mundy (It Takes a Thief, fünf Folgen)
- 1972–1974: Ein Sheriff in New York (McCloud, zwei Folgen)
- 1973: The New Perry Mason (eine Folge)
- 1974–1977: Die Straßen von San Francisco (The Streets of San Francisco, drei Folgen)
- 1974–1983: Unsere kleine Farm (Little House on the Prairie, eine Folge)
- 1976–1982: Barney Miller (13 Folgen)
- 1978–1979: Kampfstern Galactica (Battlestar Galactica, fünf Folgen)
- 1982: Polizeirevier Hill Street (Hill Street Blues, eine Folge)
- 1982: Knight Rider (drei Folgen)
- 1984–1989: Harrys wundersames Strafgericht (Night Court, vier Folgen)
- 1985: Mord ist ihr Hobby (Murder, She Wrote, eine Folge)
- 1986–1987: What a Country (26 Folgen)
- 1995: Die Nanny (The Nanny, eine Folge)
- 1992–1999: Law & Order (drei Folgen)
- 1998–1999: Akte X – Die unheimlichen Fälle des FBI (The X-Files, vier Folgen)